# مینو مشرفی
مینو مُشرِفی-لِنارز (متولد ۲۷ شهریور ۱۳۴۵، تهران – ۱۱ آذر ۱۳۹۴، هانوفر) پزشک، پروفسور و فوق تخصص جراحی گوش و حلق و بینی و سر و گردن و متخصص جراحی پلاستیک بینی ایرانی-آلمانی بود که در شنوایی‌سنجی و کاشت حلزون شنوایی تخصص و برجستگی داشت.

## زندگی و آموزش
وی در ۲۷ شهریور ۱۳۴۵ (۱۸ سپتامبر ۱۹۶۶) در تهران به دنیا آمد. او که دومین فرزند خانواده بود، تحصیلات دوره ابتدایی و متوسطه را با اخذ نمرات عالی در تهران پشت سر گذاشت. کسب بالاترین نمره علمی و اخلاقی در دوره دبیرستان و اخذ رتبه عالی در کنکور سراسری، پشتوانه محکمی برایش فراهم آوردند تا بتواند در رشته پزشکی تحصیل کند. دوره پزشکی عمومی را با رتبه نخست به پایان رساند. بلافاصله پس از اتمام دوره پزشکی عمومی، وارد مرحله تخصص در رشته گوش و حلق و بینی گردید که در این مرحله نیز با اخذ رتبه نخست موفق به دریافت درجه تخصص گردید.

## فعالیت‌ها
مینو مشرفی درجه تخصصی رشته گوش و حلق و بینی خود را در سال ۱۳۷۶ با نوشتن رساله دکتری با عنوان "بررسی صحت تشخیصی و نتایج درمانی اندو سکوپی سینو نازال در بیماری‌های بینی سینوسها و نازو فارنکس در بیمارستان رسول اکرم" تحت سرپرستی محمد فرهادی از دانشکده پزشکی دانشگاه علوم پزشکی و خدمات درمانی ایران با نمره عالی دریافت نمود. او تجربهٔ دستیاری و همکاری با محمد فرهادی، مجید سمیعی و توماس لنارز (Thomas Lenarz) را داشته‌است. متعاقب آن، سمیعی او را تشویق به فعالیت در زمینه تحقیق و پژوهش نمود. در همین راستا بود که مینو مشرفی کشور آلمان را برای ادامه تحصیل و پژوهش‌های علمی اش برگزید و در سال ۱۹۹۷ از طریق بورس DAAD به کشور آلمان دعوت گردید. او فراگیری و تکمیل نمودن زبان آلمانی را از انستیتوی زبان در Marburg آغاز نمود. آشنایی و کسب علم از دکتر Draf و ارتباط و همکاری با سمیعی بمدت سه سال در مرکز بین‌المللی مغز و اعصاب دانشگاه پزشکی هانوفر Hannover باعث گردید تجربیات بیشتری در رشته مغز و اعصاب کسب نماید.
او در اکتبر سال ۲۰۰۱ به درخواست توماس لنارز (Thomas Lenarz) عضو هیئت مدیره انجمن شنوایی سنجی آلمان(DGA)و رئیس بخش گوش و حلق و بینی(HNO) برای آغاز زندگی مشترک پاسخ مثبت داد و با وی ازدواج کرد. سپس به همراه همسرش فعالیت‌های علمی خود را در زمینه شنوایی “ساقه مغز“ و “پیوند میانی مغز“ ادامه داد و در همین راستا تحقیقات تعیین‌کننده‌ای را در طول اقامت پژوهشی خود در لوس آنجلس به انجام رسانید. او در سال۲۰۰۱ نائل به کسب درجه فوق دکترای تخصصی از دانشگاه هانوفر گردید و در سال ۲۰۰۸ رساله پروفسوری (Habilitation) خود را در همان دانشگاه در حضور هیئت داوران و جمعی از مقامات پزشکی ارائه و دفاع نمود که پذیرفته و به ثبت رسید.
مینو مشرفی در زمینه شنوائی سنجی در آلمان با نوشتن مقاله‌های علمی و تحقیقاتی نقش مهمی در برنامه‌های پزشکی و همکاری‌های تنگاتنگ با دیگر نهادهای تحقیقاتی ایفا کرد. او که در این برنامه‌ها سمت استاد راهنمای بسیاری از پزشکان در رشته پزشکی و بیو پزشکی را بر عهده داشت، تحقیقات گسترده‌ای را پایه‌گذاری نمود که بعدها تحت عنوان Hearing4all نام گرفت. در این راستا او همکاری‌های مشترک گسترده‌ای با دیگر اساتید علم شنوایی سنجی به منظور سرپرستی دانشجویان مقطع دکتری و راهنمایی آن‌ها برای نوشتن رساله دکتری در دانشگاه پزشکی هانوفر و دانشگاه اولدنبورگ به انجام رسانید. فعالیت‌های علمی مشرفی تنها به کشور آلمان محدود نمی‌شد. او فعالیت‌های زیادی نیز برای دانشجویان مستعد ایرانی به انجام رسانید. او مابین انجمنهای علمی دو کشور آلمان و ایران ارتباط مستمر برقرار کرد که در پی آن تعدادی از دانش پژوهان موفق جوان را از ایران به آلمان آورد و شرایط مناسبی را برایشان در جهت انجام تحصیلات تکمیلی فراهم آورد.
در سال ۲۰۱۲ بود که گروه بیمارستان‌های دانشگاهی Charite برلین از او به عنوان رئیس بخش گوش و حلق و بینی بیمارستان Benyamin Franklin دعوت کرد که مشرفی آن را پذیرفت. فعالیت‌های او به عنوان رئیس بخش HNO از سال ۲۰۱۲ موجب آن گردید که بخشی که در شرف انحلال و برچیده شدن بود، بمدت ۴ سال متوالی رتبه نخست را در میان بخش‌های هر سه بیمارستان از نظر پذیرش تعداد بیمار و برخورد مناسب و رضایت مراجعین کسب نماید. مینو مشرفی در طراحی ایمپلنت حامی بازیافت شنوایی ناشنوایان سهم عمده‌ای داشت.
مینو مشرفی در دوم دسامبر ۲۰۱۵ (یازدهم آذر ۱۳۹۴) در سن ۴۹ سالگی به علت ابتلا به سرطان در شهر هانوفر درگذشت.
از مینو مشرفی نقل است که «ترجیح می‌دهم با افتخار و سربلندی بمیرم تا اینکه زنده باشم ولی مفید و مؤثر نباشم». او برای کشف مرزهای دانش پزشکی و بکارگیری علم روز در درمان افراد کم شنوا و ایجاد ارتباط علمی و فرهنگی بین ملت‌ها خصوصاً ایران و آلمان بسیار کوشید.

## عضویت در مراکز و مجامع علمی
- آکادمی جراحی پلاستیک صورت اروپا (European Academy of Facial Plastic Surgery)
- جامعه پزشکان گوش و حلق و بینی آلمان (Deutsche Gesellschaft für HNO Heilkunde)
- جامعه جراحان ساقه مغز آلمان(Deutsche Gesellschaft für Schädelbasischirurgie)
- انجمن شنوایی سنجی آلمان (Deutsche Gesellschaft für Audiologie e.V)
- انجمن محققان گوش و حلق و بینی(Association for Research in Otolaryngology (ARO)
- انجمن گوش و حلق و بینی برلین (OtoLaryngologische Gesellschaft zu Berlin)